# 写真の日
写真の日（しゃしんのひ）とは、日本写真協会により設定された日で、6月1日である。この日は、日本独自の記念日である。

## イベント
毎年、この日には日本写真協会賞の表彰がなされたり、この日をはさんで5月から6月にかけて「東京写真月間」が開催されたりしている（1996年以降。東京都内で、写真の日にちなんで、写真展を集中的に開催。例えば1998年の「女性写真家のまなざし－1945～1997」）。

## 由来
日本写真協会内の「写真の日制定委員会」（そのメンバーは梅本貞雄など）により、1951年（昭和26年）に制定された。
昔の文献によると、天保12年（1841年）6月1日に、はじめて日本人により写真撮影がなされた（島津斉彬を写した）とされていたため、この6月1日を「写真の日」とした。しかし、その後、この点は間違いであることが判明した（正しくは、安政4年（1857年）9月17日であった）。ただ、いったん定めたこともあり、そのまま6月1日が「写真の日」とされている。

## World Photography Day
海外においても「写真の日」にあたるような日（World Photography Day）が「worldphotoday.org」により非公式に設けられており、それは「8月19日」である（参照）。この8月19日は、ダゲールによるダゲレオタイプの発明に基づく特許につき、それを買い上げたフランス政府が誰でも無償で自由に使用できる旨を宣言した日（1839年8月19日）である。2009年に設定された模様であり、日本の「写真の日」よりも歴史は浅い。